# کوخدان
کوخدان روستایی توریستی و دیدنی از توابع بخش مرکزی شهرستان دنا در استان کهگیلویه و بویراحمد می باشد که در فاصله شش کیلومتری سی سخت و 36 کیلومتری یاسوج است.